# MOS Wola Warszawa (piłka siatkowa)
MOS Wola Warszawa – polska męska drużyna siatkarska, będąca sekcją klubu sportowego MOS Wola Warszawa z Warszawy.

## Sukcesy
Zawodnicy MOS Wola zdobywali medale w juniorskich mistrzostwach świata i Europy. Arkadiusz Gołaś i Maciej Kosmol w 1999 roku w Rijadzie zdobyli brązowe medale mistrzostw świata kadetów, w 2003 roku dwaj siatkarze MOS Wola Bartosz Gawryszewski i Tomasz Drzyzga zostali wicemistrzami Europy do lat 18. W roku 2004 Zbigniew Bartman został mistrzem Europy i wicemistrzem świata w piłce siatkowej plażowej. W roku 2005 trzech siatkarzy MOS Wola Zbigniew Bartman, Grzegorz Łomacz i Mateusz Gorzewski zostało mistrzami Europy do lat 18 na ME w Rydze. W roku 2007 Fabian Drzyzga z MOS Wola został wicemistrzem Europy kadetów w Wiedniu.

## Historia
MOS Wola został utworzony w 1965 roku jako placówka wychowania pozaszkolnego. Mieści się w zachodnim skrzydle zabytkowego kompleksu dawnej szkoły dla dzieci pracowników Tramwajów Miejskich, obecnie siedzibie III Liceum Ogólnokształcącego im. gen. Józefa Sowińskiego.
Głównym zadaniem MOS jest krzewienie sportu i rekreacji wśród młodzieży. W 1980 roku grupa trenerów i działaczy postanowiła utworzyć przy MOS Wola Międzyszkolny Klub Sportowy, który został zarejestrowany w Szkolnym Związku Sportowym Warszawy. Od tego momentu najzdolniejsi młodzi sportowcy z Woli mogli startować w oficjalnych rozgrywkach sportowych organizowanych przez Polskie Związki Sportowe. 
Dziewczęta i chłopcy z MOS WOLA zdobyli kilkadziesiąt siatkarskich medali mistrzostw Polski, w tym osiem złotych. Ponad 140 siatkarzy i siatkarek, absolwentów MOS Wola, przeszło do drużyn I i II ligi.

### Seniorzy - Bilans sezon po sezonie
| Sezon                                  | Miejsce |
| -------------------------------------- | ------- |
| 2006/2007 – III liga, woj. mazowieckie |         |
| 2007/2008 – II liga, grupa 4           | 6.      |
| 2008/2009 – II liga, grupa 3           | 2.      |
| 2009/2010 – III liga, woj. mazowieckie | 2.      |
| 2010/2011 – II liga, grupa 3           | 3.      |
| 2011/2012 – II liga, grupa 3           | 5.      |
| 2012/2013 – II liga, grupa 3           | 6.      |
| 2013/2014 – II liga, grupa 4           | 1.      |
| 2014/2015 – II liga, grupa 4           | 6.      |
| 2015/2016 – II liga, grupa 4           | 6.      |
| 2016/2017 – II liga, grupa 2           | 1.      |
| 2017/2018 – II liga, grupa 2           | 6.      |
| 2018/2019 – II liga, grupa 2           | 5.      |
| 2019/2020 – II liga, grupa 2           | 4.      |
| 2020/2021 – II liga, grupa 2           | 6.      |
| 2021/2022 – II liga, grupa 2           | 5.      |

Poziom rozgrywek:
     pierwszy, najwyższy ogólnokrajowy
     drugi
     trzeci
     czwarty

### Wychowankowie
W MOS Wola wychowało się wiele znanych siatkarek i siatkarzy, jak np. reprezentanci Polski seniorów:
- Izabela Szczypiórkowska-Bal,
- Jolanta Kosmol-Studzienna,
- Agata Jung-Tekiel
- Arkadiusz Gołaś
- Zbigniew Bartman
- Tomasz Drzyzga
- Fabian Drzyzga
- Grzegorz Łomacz